# Rublis leton
Rublis leton (în letonă Latvijas rublis; la plural rubłi sau rubļi) sau Rubla letonă a fost numele monedei oficiale a Letoniei între  22 martie 1919 până la 3 august 1922, și între 7 mai 1992 până la 5 martie 1993.
Rublis leton avea codul ISO 4217: LVR.

## Istorie

### Republica din 1918 – prima rublă letonă
Republica Letonă nu s-a născut decât în 1918, când provinciile Livonia și Curlanda, ocupate de Germania, și-au proclamat independența față de Rusia.
La momentul proclamării republicii în 1918 se găseau în circulație numeroase mijloace monetare: rubla, marca germană, pretinse ruble și copeici ale țarului, pretinsa monedă a Dumei, cât și kerenki, precum și bancnote emise de diferite orașe. La 11 decembrie 1918 ministrul finanțelor a fixat o rată de schimb pentru devizele aflate în circulație, recunoscând că trei devize aveau curs legal, fără ca vreuna să fie monedă națională.
La 22 martie 1919 guvernul provizoriu al Letoniei l-a autorizat pe ministrul Finanțelor să emită primele Bilete de Tezaur, care au primt denumirea de ruble letone și copeici. Aceste emisiuni marchează nașterea unui sistem monetar leton independent, cu toate că monedele germane și rusești continuau să aibă curs legal în Letonia.
La 3 august 1922 guvernul leton a adoptat reglementările privitoare la monedă, ocazie cu care moneda națională letonă a primit numele de lats, iar a suta parte a acestei monede este denumită santims. Rubla letonă a rămas în circulație în paralel cu noua monedă, lats, cu rata de 1 lats = 50 ruble letone. Pentru a încuraja politica monetară, Adunarea Constituantă  a adoptat o lege prin care s-a creat Banca Letoniei, la 7 septembrie 1922. Autorizația de emisiune monetară i-a fost rezervată acestei bănci.

### Republica din 1990 - a doua rublă letonă
În 1987, Biroul Republican Leton al Băncii de Stat a URSS a fost redenumit Banca Republicii Letone a Băncii de Stat a URSS – dar fără dreptul de a emite o deviză proprie.
La 2 martie 1990, Sovietul Suprem al Republicii Sovietice Socialiste Letone a votat rezoluția « Despre Banca Letoniei ». Prin acest act, a fost (re)fondată Banca Letoniei ca bancă centrală, cu dreptul de a emite monedă națională. Totuși, doar ca urmare a Declarației de Independență din 4 mai 1990, o nouă rezoluție, « Despre Reorganizarea Băncilor pe teritoriului Republicii Letonia » (din 3 septembrie 1991) acest drept de emisiune este efectiv recunoscut. Legile letone, « Despre bănci » și « Despre Banca Letoniei » au întărit statutul acesteia din urmă ca bancă centrală.
La 31 iulie 1990, Consiliul Superior al Băncii Letoniei a hotărât să restaureze moneda națională înlocuind rubla sovietică. La 4 mai 1992, o « rublă letonă » a fost reintrodusă ca monedă provizorie, având cupiurile următoare (1, 2, 5, 20, 50, 200, și 500 de ruble – artist fiind Kirilis Smelkovs). 
„Lats”-ul leton a înlocuit rubla letonă începând din 1993, cu rata de 1 lats=200 ruble; această nouă monedă lats a fost înlocuită de moneda unică europeană euro, cu o rată de 1 lats=1,43 euro, începând de la 1 ianuarie 2014.
|  |  | 1 Rublis  | Galben     |
|  |  | 2 Rubļi   | Maro       |
|  |  | 5 Rubļi   | Albastru   |
|  |  | 10 Rubļu  | Roșu       |
|  |  | 20 Rubļu  | Violet     |
|  |  | 50 Rubļu  | Turcoaz    |
|  |  | 200 Rubļu | Verde      |
|  |  | 500 Rubļu | Portocaliu |